# Eduard Rappoldi
Eduard Rappoldi, né le 21 février 1839 à Vienne et mort le 16 mai 1903 à Dresde, est un violoniste et chef d'orchestre autrichien. Il était l'époux de la pianiste Laura Kahrer et le père du violoniste Adrian Rappoldi.

## Biographie
Eduard Rappoldi naît à Vienne en 1839 dans une famille d'origine israélite. Il joue dès la petite enfance du violon et du piano. Il donne son premier concert aux deux instruments dès l'âge de sept ans. Plus tard, choisissant le violon, il étudie auprès de Leopold Jansa et de Joseph Böhm et en 1851-1854 au conservatoire de la Société des amis de la musique de Vienne auprès de Georg Hellmesberger. Plus tard, il étudie la composition et la théorie de la musique sous la direction de Simon Sechter et Ferdinand Hiller.
En 1854-1861, il joue dans l'orchestre de la cour de Vienne, tout en faisant dans les années 1850 des tournées de soliste en Autriche-Hongrie, en Allemagne, en Belgique et aux Pays-Bas. Entre 1861 et 1866, il est maître de concert à l'Opéra allemand de Rotterdam et travaille sous la direction de Hermann Levi, qui prend des conseils auprès de Rappoldi en matière de composition, il dirige aussi un quartet à cordes  (auquel prend part aussi Jan Hřímalý). En 1866, il est chef d'orchestre à l'Opéra de Lübeck, en 1867 à celui de Stettin, en 1868 à Brunswick, et en 1869-1870 au théâtre allemand de Prague.
Entre 1871-1877, Rappoldi demeure à Berlin où il enseigne à l'École supérieure de musique sous la direction de Joseph Joachim, avec Heinrich de Ahna et remplaçant Joseph Joachim pendant ses absences. Il est nommé professeur en 1876. Il joue du alto dans le quatuor de Joachim et participe à de nombreuses premières dont celle du Quatuor à cordes no 2 de Brahms en 1873. Entre 1877 et 1898, Rappoldi est maître de concert de la chapelle royale de Saxe tout en donnant des concerts de chambre, hautement prisés à Dresde. Il interprète notamment en solo des œuvres de Bach et se produit en duo avec sa femme pianiste ; ils font tous les deux des tournées en 1877 et 1878 au Danemark, en 1878 au grand-duché d'Oldenbourg et dans le nord de l'Allemagne, puis en Autriche, en Grande-Bretagne en 1881. Il enseigne au conservatoire de Krantz et compte notamment Maurice Sons parmi ses élèves.
Il a composé deux symphonies, quelques quatuors à corde, deux pour violons et une sonate pour piano ainsi que plusieurs lieder.
Eduard Rappoldi meurt le 16 mai 1903 à Dresde dans le royaume de Saxe.